# Площадной подьячий
Площадной подьячий — вольный письменный делец в Русском государстве, действовавший под надзором правительства на городских площадях, предшественник современных нотариусов.
На площадях в Древней Руси совершались всякие частные акты, писались челобитные, купчие, меновые и т. п. В Москве на Ивановской площади в Кремле в XVII веке находилась «главная контора» площадных подьячих: палатка, в которой они совершали крепости и другие письменные акты. В состав этих подьячих поступали люди различных, даже тяглых классов, при этом площадной подьячий из тяглых освобождался от тягла.
В Москве площадные подьячие зависели непосредственно от Оружейной палаты, а в городах — от местной дворянской корпорации, так как там в основном требовалось писать поземельные служилые акты. В отличие от других подьячих, площадные подьячие не считались служилыми людьми.
«Промышлять площадью» значило в старину «кормиться пером»; в челобитных иногда встречаются выражения площадного подьячего: «кормлюсь пером», «стою на площади». Площадные подьячие, составляя артель, ручались друг за друга; корпорация их в иных городах насчитывала до 12 человек, а в Москве в конце XVII века — до 24.
С 1701 года площадные подьячие получили название подьячих крепостных дел. С 1706 года они были в ведении Московской ратуши, с 1719 года в ведении Юстиц-коллегии. С 1775 года крепостным засвидетельствованием начали заниматься палаты гражданского суда и уездные суды.